# Rouses Point

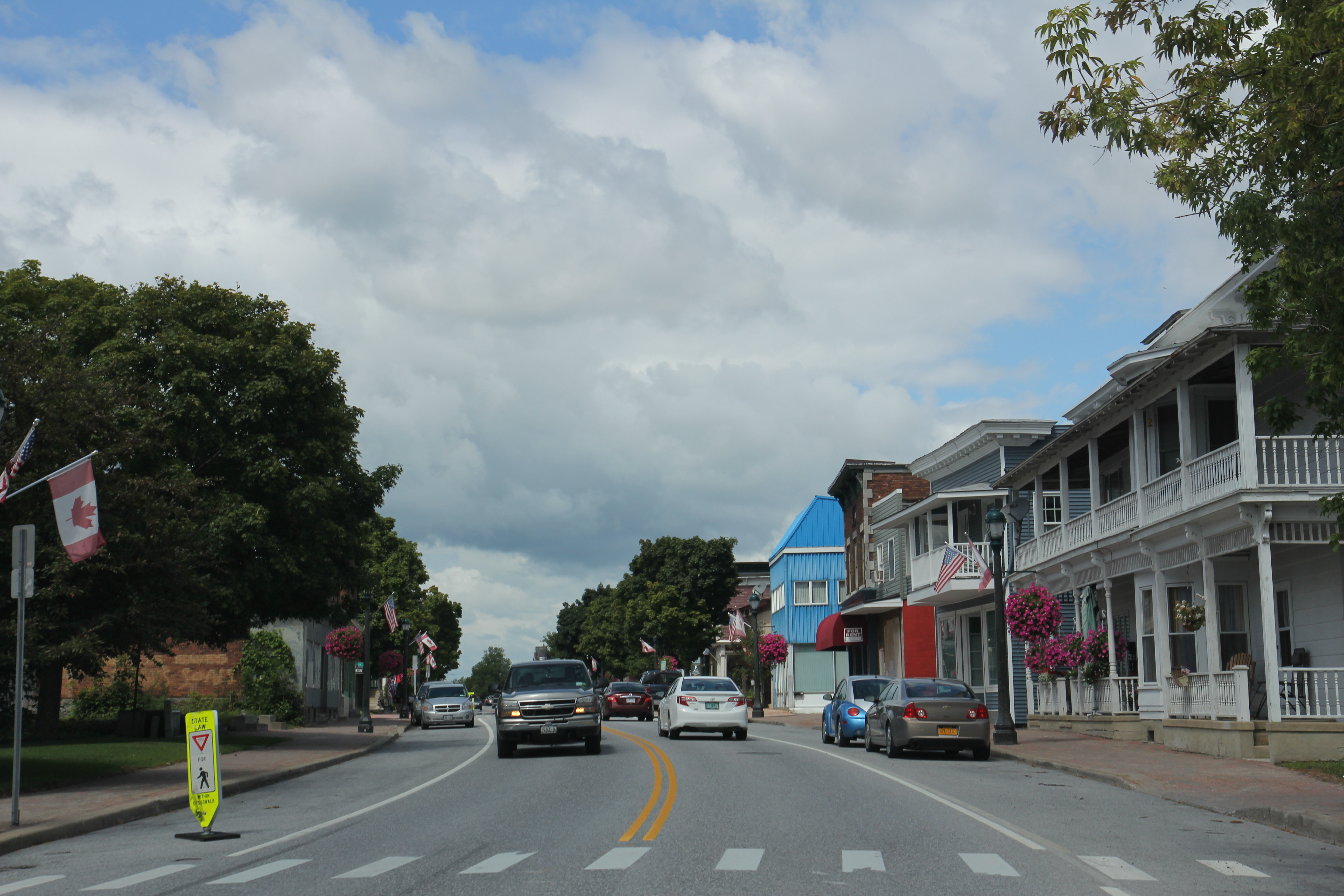
Rouses Point (2014)

Rouses Point ist ein Ort im Clinton County des Bundesstaates New York in den Vereinigten Staaten. Das U.S. Census Bureau ermittelte bei der Volkszählung 2020 eine Einwohnerzahl von 2195. Er liegt im äußersten Nordosten des Bundesstaates am Westufer des Lake Champlain und grenzt im Norden an Kanada, im Osten an Vermont, mit dem es über eine Brücke nach Alburgh verbunden ist.
Die Gemeinde wurde 1783 gegründet, als Jacques Rouse, der spätere Namensgeber des Ortes, an dieser Stelle eine Fährverbindung über den Richelieu River, der hier dem Lake Champlain entspringt, einrichtete. Ab 1816 wurde das erste Fort Montgomery etwas nördlich (versehentlich auf kanadischem Gebiet) gebaut, ein Nachfolgebau, dessen Ruinen heute einen touristischen Anziehungspunkt darstellen, wurde ab 1844 auf einer nahen Sandbank im Fluss errichtet. Das Fort sicherte die Grenze zu Kanada, die an dieser Stelle bis zum Webster-Ashburton Treaty umstritten war. Das Fort wurde für eine Besatzung von 800 Mann und eine Bestückung von 125 Geschützen geplant, aber nie besetzt. Ab etwa 1880 wurden die Geschütze abtransportiert und ab 1923 die Anlage vollends dem Verfall preisgegeben.
Während der Phase der raschen Entwicklung des Eisenbahnnetzes war Rouses Point Zielpunkt einiger Eisenbahnstrecken, die es als Ausgangspunkt für den nördlichsten Übergang über den Lake Champlain nutzten. So wurde für die Bahnstrecke Essex Junction–Rouses Point, die ab 1847 errichtet wurde, eine Pontonbrücke über den Richelieu River geschlagen (1851), die 1868 durch eine feste Brücke ersetzt wurde. Ebenfalls 1851 wurde die kanadische Champlain and St. Lawrence Railroad an das US-amerikanische Eisenbahnnetz hier in Rouses Point angebunden. Die Strecken sind bis heute in Betrieb, die Station Rouses Point besteht heute nur noch aus einem von der Amtrak genutzten Bahnsteig. Die ehemaligen Bahnbauten stehen unter Denkmalschutz. 
Besonders während der Zeit der Prohibition wurde Rouses Points Lage an der kanadischen Grenze genutzt, um Alkohol und andere Drogen in die USA zu schmuggeln; so führte 1937 die Verhaftung eines Drogenkuriers in Rouses Point die Behörden zur Erkenntnis, dass eine kriminelle Vereinigung aus New York City über viele Jahre massiv in den internationalen Drogenhandel verwickelt war.
Heute lebt Rouses Point in erster Linie von Landwirtschaft und Tourismus.

## Einwohnerentwicklung
| Jahr      | 1800 | 1810 | 1820 | 1830 | 1840 | 1850 | 1860 | 1870 | 1880 | 1890 |
| --------- | ---- | ---- | ---- | ---- | ---- | ---- | ---- | ---- | ---- | ---- |
| Einwohner | -    | -    | -    | -    | -    | -    | -    | 1266 | 1485 | 1856 |
| Jahr      | 1900 | 1910 | 1920 | 1930 | 1940 | 1950 | 1960 | 1970 | 1980 | 1990 |
| Einwohner | 1675 | 1638 | 1700 | 1920 | 1846 | 2001 | 2160 | 1846 | 2266 | 2377 |
| Jahr      | 2000 | 2010 | 2020 | 2030 | 2040 | 2050 | 2060 | 2070 | 2080 | 2090 |
| Einwohner | 2277 | 2209 | 2195 |      |      |      |      |      |      |      |

## Persönlichkeiten
- Jonas Joseph LaValley (1858–1930), Landschafts- und Stilllebenmaler